# برايان كلايد
برايان كلايد (بالإنجليزية: Brian Clyde)‏ هو كاتب سيناريو ومنتج أفلام ومخرج أمريكي، ولد في 19 أغسطس 1977 في نيويورك في الولايات المتحدة.

## وصلات خارجية
- برايان كلايد على موقع IMDb (الإنجليزية)
- برايان كلايد على موقع ألو سيني (الفرنسية)
- برايان كلايد على موقع أول موفي (الإنجليزية)
- برايان كلايد على موقع قاعدة بيانات الأفلام السويدية (السويدية)
- برايان كلايد على موقع قاعدة بيانات الفيلم (الإنجليزية)
- برايان كلايد على موقع كينوبويسك (الروسية)